# 다창바오샤오창
다창바오샤오창(중국어 정체자: 大腸包小腸, 병음: dàcháng bāo xiǎocháng) 또는 뚜아뜽빠우시오뜽(민난어: tōa-tn̂g-pau-sió-tn̂g)은 대만의 소시지 요리이다. 야시장에서 흔히 볼 수 있는 길거리 음식이다. 핫도그와 비슷해 보이지만, 빵 대신 눠미창(찹쌀 소시지)을 쓰며, 그 안에 샹창(대만 소시지)을 넣어 만든다.

## 만들기
찹쌀을 넣어 만든 소시지인 눠미창과 대만식 소시지인 샹창을 불에 구워 익힌 뒤, 창자를 갈라 땅콩가루와 오이, 고수, 절인 청경채, 바질과 샹창을 넣는다. 소스를 발라서 먹기도 한다.

## 같이 보기
- 대만 요리
- 소를 넣은 음식 목록